# 真太阳
真太阳（英語：true sun）或視太陽（英語：apparent sun）是地球上的观察者（或任一行星的观察者）所看见的太阳。术语“真太阳”是用来对比“平太阳”（它指太阳的平均位置），以对应术语“真太阳时”和“平太阳时”。「平太陽時」與「真太陽時」之差稱為均時差。
真太阳日是以太阳为参照的地球的自转周期。由于地球公转的原因，真太阳日并不等于地球自转的恒星周期（恒星日），而是比恒星日约长3分56秒。又由于地球公转轨道是椭圆形的，根据开普勒定律，在近日点的公转速度快于在远日点的公转速度，因此一年之内不同时间的运动并不匀速，所以每个真太阳日的长短也不相等。